# Illuminate (album)
Az  Illuminate Shawn Mendes a kanadai énekes, dalszerző második stúdióalbuma. 2016 szeptember 23-án jelent meg az Island Records, valamint az Universal Music Group gondozásában. 

## Számlista
| Illuminate | Illuminate        | Illuminate                                          | Illuminate                                | Illuminate | Illuminate | Illuminate | Illuminate | Illuminate | Illuminate |
| #          | Cím               | Szerző(k)                                           | Producer(s)                               | Hossz      |            |            |            |            |            |
| ---------- | ----------------- | --------------------------------------------------- | ----------------------------------------- | ---------- | ---------- | ---------- | ---------- | ---------- | ---------- |
| 1.         | Ruin              | Mendes Ido Zmishlany Harris Warburton Zubin Thakkar | Jake Gosling                              | 4:01       |            |            |            |            |            |
| 2.         | Mercy             | Mendes Geiger Danny Parker Ilsey Juber              | Gosling Geiger                            | 3:28       |            |            |            |            |            |
| 3.         | Treat You Better  | Mendes Geiger Harris                                | Geiger Dan Romer DJ "Daylight" Kyriakides | 3:07       |            |            |            |            |            |
| 4.         | Three Empty Words | Mendes Harris Warburton                             | Gosling                                   | 3:19       |            |            |            |            |            |
| 5.         | Don't Be a Fool   | Mendes Harris Warburton                             | Gosling                                   | 3:35       |            |            |            |            |            |
| 6.         | Like This         | Mendes Laleh Pourkarim Gustaf Thörn                 | Pourkarim                                 | 3:06       |            |            |            |            |            |
| 7.         | No Promises       | Mendes Harris Geiger                                | Geiger                                    | 2:46       |            |            |            |            |            |
| 8.         | Lights On         | Mendes Harris Warburton                             | Gosling                                   | 3:21       |            |            |            |            |            |
| 9.         | Honest            | Mendes Harris Warburton                             | Gosling Harris                            | 3:19       |            |            |            |            |            |
| 10.        | Patience          | Mendes Harris Geiger                                | Gosling                                   | 2:55       |            |            |            |            |            |
| 11.        | Bad Reputation    | Mendes Harris Warburton                             | Gosling                                   | 3:18       |            |            |            |            |            |
| 12.        | Understand        | Mendes Harris Geiger Warburton                      | Gosling                                   | 5:00       |            |            |            |            |            |
| 41:15      |                   |                                                     |                                           |            |            |            |            |            |            |

## Fordítás
Ez a szócikk részben vagy egészben  az   Illuminate (Shawn Mendes album) című angol Wikipédia-szócikk ezen változatának fordításán alapul.  Az eredeti cikk szerkesztőit annak laptörténete sorolja fel. Ez a jelzés csupán a megfogalmazás eredetét és a szerzői jogokat jelzi, nem szolgál a cikkben szereplő információk forrásmegjelöléseként.